# Thomas von Scheele
Thomas von Scheele (Bollnäs, 13 marzo 1969) è un tennistavolista svedese.